# 6 (MUCCのアルバム)
『6』（ろく）は、2006年4月に発売された、MUCCの6枚目のアルバム。初回限定盤は紙ジャケット仕様。日欧同時発売特別アルバム。

## 収録曲
1. 666
（作曲：ミヤ）
  - インスト。
2. 空虚な部屋
（作詞：逹瑯 / 作曲：ミヤ）
3. 赤い空
（作詞：ミヤ / 作曲：ミヤ）
4. はりぼてのおとな
（作詞：逹瑯 / 作曲：ミヤ）
5. フォーティーシックス
（作詞：ミヤ / 作曲：ミヤ）
6. 神の星
（作詞：逹瑯 / 作曲：YUKKE）
7. 春、風のふいた日
（作詞：逹瑯 / 作曲：SATOち）
8. 夕紅
（作詞：ミヤ / 作曲：SATOち）
  - 2021年発売の『明星』にて再録されている。
9. 遥か
（作詞：逹瑯 / 作曲：逹瑯）